# 1952 no Brasil
Esta é uma cronologia de fatos e acontecimentos do ano de 1952 no Brasil.

## Incumbentes
- Presidente do Brasil - Getúlio Vargas (31 de janeiro de 1951 - 24 de agosto de 1954)

## Eventos
- 4 de março: O acidente ferroviário em Anchieta, na cidade do Rio de Janeiro, deixa 119 mortos e mais de 200 feridos.[1]
- 15 de março: O acordo de assistência militar entre o Brasil e os Estados Unidos é firmado pelo ministro das Relações Exteriores brasileiro, João Neves da Fontoura e embaixador norte-americano, Herschel Vespasian Johnson II no Palácio do Itamaraty, Rio de Janeiro.[2]
- 6 de abril: O bancário Afrânio Arsênio de Lemos é encontrado assassinado a tiros de revólver no Rio de Janeiro após receber três telefonemas misteriosos, no conhecido Crime do Sacopã.[3]
- 28 de abril: Um avião da Pan American cai na bacia do rio Amazonas, matando 41 passageiros e 9 tripulantes a bordo, entre 14 brasileiros.[4]
- 20 de junho: Presidente Getúlio Vargas sanciona a lei, que cria o Banco Nacional de Desenvolvimento Econômico e Social (BNDES, antigo BNDE).[5]
- 23 de julho: Adhemar Ferreira da Silva ganha sua primeira medalha de ouro no salto triplo dos Jogos Olímpicos de Verão, em Helsinque, Finlândia.[6][7]
- 14 de outubro: A Conferência Nacional dos Bispos do Brasil é fundada no Rio de Janeiro.[8]
- 29 de outubro: Foi criado o Instituto Nacional de Pesquisas da Amazônia por meio do Decreto 31.672.

## Nascimentos
- 7 de janeiro: Luiz Melodia, cantor (m. 2017).
- 10 de maio: Vanderlei Luxemburgo, treinador de futebol.
- 17 de agosto: Nelson Piquet, piloto de Fórmula 1.
- 30 de agosto: William Waack, jornalista.
- 31 de outubro: Carlos Eduardo Lins da Silva, jornalista.
- 7 de novembro: Geraldo Alckmin, 26° vice-presidente do Brasil.
- 14 de dezembro: Pedro Collor de Mello, empresário e irmão do ex-presidente do Brasil Fernando Collor (m. 19 de dezembro de 1994).
- 31 de dezembro: Roberto Losan, radialista e apresentador (m. 2005).